# Эндогоновые
Эндогоновые (лат. Endogonales) — порядок грибов отдела Зигомикота. Включает в себя единственное семейство — Endogonaceae Paol., с четырьмя родами и 27 видами.

## Описание
Как и все грибы, они являются гетеротрофными. Среди них большинство — сапротрофы в почве и на растительных остатках (древесина, отмершие части мхов), некоторые — паразиты животных (рыб).